# Ozicrypta palmarum
Ozicrypta palmarum är en spindelart som först beskrevs av Henry Roughton Hogg 1901.  Ozicrypta palmarum ingår i släktet Ozicrypta och familjen Barychelidae.
Artens utbredningsområde är Northern Territory, Australien. Inga underarter finns listade i Catalogue of Life.